# Li Dazhao

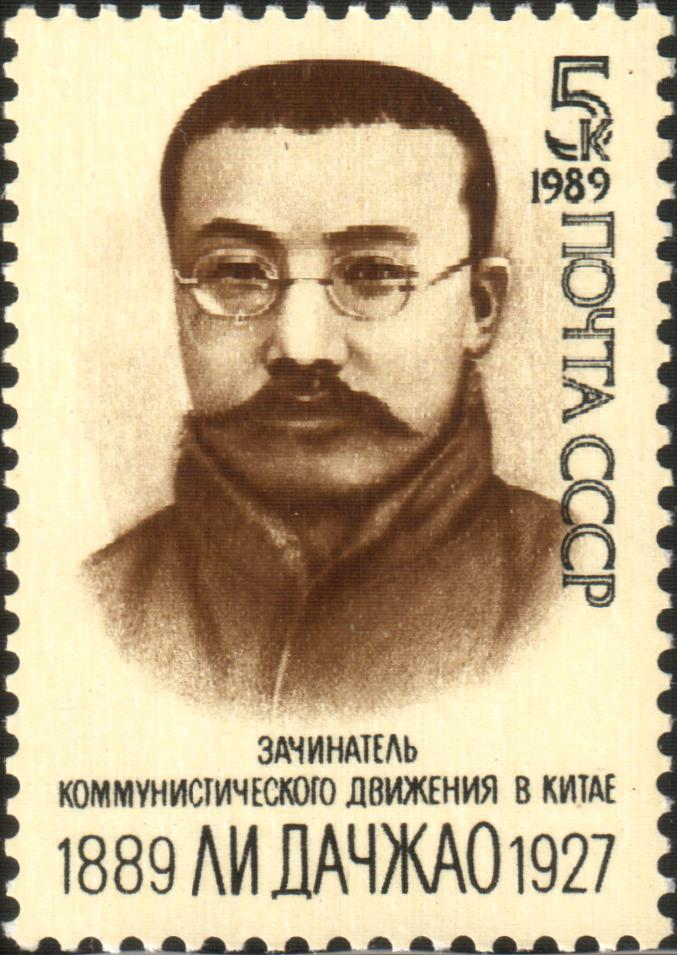
Sowjetische Briefmarke anlässlich des 100. Geburtstages Li Dazhaos (1989)

Lǐ Dàzhāo (chinesisch 李大钊/李大釗, Pinyin Lǐ Dàzhāo; * 28. Oktober 1889 in der Umgebung von Laoting, Provinz Hebei; † 28. April 1927 in Peking, (Hinrichtung)) war ein chinesischer Politiker marxistischer Ausrichtung.

## Leben
Li Dazhao stammte aus einer Kleinbauernfamilie und wuchs als Waise unter der Aufsicht seines Großvaters auf. Er durchlief den üblichen schulischen Werdegang, eine klassische Grundausbildung und anschließend eine moderne Mittelschule. Im Alter von 16 Jahren verlor er auch den Großvater und verkaufte den bescheidenen Familienbesitz, um sich ein Studium am Beiyang-College für Politische Wissenschaften in Tianjin zu finanzieren. 1913 erhielt er seinen Abschluss in Politökonomie. Er entschied sich, seine Studien fortzusetzen und begab sich dafür nach Japan an die Waseda-Universität in Tokio.
Li Dazhao bezeichnete sich selbst 1918 als Bolschewisten. Er war der Erste, der die Botschaften der russischen Kommunistischen Partei mit Interesse aufnahm und hatte an der Universität Peking großen Einfluss. Er war Chen Duxius „Lehrer“ und wirkte maßgeblich auf Mao Zedong, der zu dieser Zeit Hilfsbibliothekar war. Li spielte eine enorme Rolle, was die theoretische Entwicklung der Vierten Mai Bewegung und ihre Folgen angeht. Als Reaktion auf Yuan Shikais Versuch, sich zum Kaiser Chinas zu ernennen, reagierte er mit der Gründung einer Chinesischen Studiengesellschaft. Er veröffentlichte ein erstes Buch, in dem er Yuan Shikai sowie die Bestrebungen Japans, auf Chinas Innenpolitik Einfluss zu nehmen, kritisierte. Da er infolgedessen sein Studium vernachlässigte, kam es 1916 zu seiner Exmatrikulation. Daraufhin kehrte Li Dazhao nach China zurück, nahm eine Arbeit als Sekretär eines Führers der Fortschrittspartei an, wurde Chefredakteur des Parteiorgans und setzte sich damit für die Propagierung einer demokratischen Staatsform ein. Er war 1918 Bibliothekar an der Universität Peking und Vorgesetzter von Mao, nahm aktiv an der Bewegung des vierten Mai teil und ebenso an der Gründung der Kommunistischen Partei Chinas im Jahre 1921. 1920 stieg er zum Professor und Sekretär des Universitätskanzlers auf, übernahm einen Lehrauftrag und hielt Vorlesungen zu Marxens Hauptwerk „Das Kapital“. Als Professor trug er außerdem zur Verbreitung kommunistischer Ideen bei, indem er Studienzirkel, die sich dem Marxismus widmen, organisierte. Anlässlich des 5. Kongresses der Komintern 1924 reiste er nach Moskau und akzeptierte eine Professur an der dortigen Universität. 
Während des Bürgerkriegs in China sah er sich infolge erneuter Kritik an Japan gezwungen, sich in die Botschaft der Sowjetunion zu flüchten. Bei einer Razzia durch Gendarmen des Warlords Zhang Zuolin wurde Li Dazhao dort am 6. April 1927 verhaftet und am 28. desselben Monats erhängt.